# Messor galla
Messor galla är en myrart som först beskrevs av Mayr 1904.  Messor galla ingår i släktet Messor och familjen myror. Utöver nominatformen finns också underarten M. g. obscurus.